# Thomas Ravelli
Thomas Ravelli (ur. 13 sierpnia 1959 w Vimmerby, Szwecja) – były szwedzki piłkarz występujący na pozycji bramkarza. Jest drugim zawodnikiem pod względem liczby występów w reprezentacji Szwecji. Zaliczył ich 143. Lepszy jest tylko Anders Svensson (148). W karierze klubowej reprezentował barwy IFK Göteborg, Östers IF i amerykańskiego Tampa Bay Mutiny. Sześciokrotnie zdobył jako piłkarz Mistrzostwo Szwecji.
Z reprezentacją Szwecji grał na dwóch Mistrzostwach Świata, w 1990 i 1994 roku, kiedy to Szwedzi zajęli trzecie miejsce. Grał też na Euro 1992.
Jego brat bliźniak, Andreas również był piłkarzem.